# Henri Hoevenaers
Henri Hoevenaers, detto Rik (Anversa, 1º maggio 1902 – Anversa, 12 novembre 1958), è stato un ciclista su strada e pistard belga.
Anche il figlio Jos Hoevenaers è stato un ciclista.

## Palmarès

### Olimpiadi
- Argento a Parigi 1924 nella corsa individuale.
- Argento a Parigi 1924 nella corsa a squadre.
- Bronzo a Parigi 1924 nell'inseguimento a squadre.

### Mondiali
- Oro a Apeldoorn 1925 nella gara in linea.